# 內利·法克斯
雅各·尼爾森·法克斯（英語：Jacob Nelson Fox，1927年12月25日—1975年12月1日），為美國職棒大聯盟的二壘手。法克斯在大聯盟最難被三振的打者列表上排名史上第三。扣除生涯前期和後期，法克斯的職業生涯幾乎都待在白襪隊。
法克斯生涯一共入選15次明星賽，並拿下過一次MVP和3次金手套。退休後他曾於太空人和遊騎兵隊擔任教練。1997年，法克斯入選名人堂。

## 職業生涯

### 生涯前期
1947年，法克斯在運動家隊完成初登板。不過他前兩年幾乎都在小聯盟度過，只在大聯盟留下10場比賽的出賽記錄而已。1949年，運動家單季製造217次雙殺，這項紀錄一直到2012年才被打破。而其中法克斯雖然只出賽88場比賽，不過他就貢獻了68次雙殺。
1949年10月29日，運動家將法克斯交易至白襪隊，換來Joe Tipton。1951年，法克斯以3成13打擊率入選首次明星賽，也開啟了他連續入選14次明星賽的個人記錄。白襪隊在1950年代也慢慢成為美聯強隊，他們先在1952年至1956年拿下美聯第三名。1957年和1958年拿下美聯第二名。白襪隊能成為美聯強隊之一，法克斯、Billy Pierce和Minnie Miñoso等球員的貢獻功不可沒。

### 1959年：MVP級的賽季
1959年是法克斯的職業生涯年，他在這年拿下美聯MVP，成為美聯20世紀最後一位拿下MVP大獎的二壘手(下一位獲得美聯MVP的二壘手已經是2008年的達斯汀·佩德羅亞)。這年他的打擊率為3成06，上壘率3成80。這年大聯盟舉辦了兩場明星賽，法克斯兩場都擔任先發，並合計敲出4支安打。他幫助白襪隊拿下睽違40年的美聯冠軍，並以94勝60敗的戰績領先美聯強權洋基隊達15場勝差。他也在這年拿下金手套獎。
法克斯在世界大賽的打擊率為3成75，並敲出3支二壘安打。不過最後白襪隊2勝4敗輸給道奇，這也是法克斯職業生涯唯一一次的季後賽體驗。白襪隊也一直等到2005年才又闖進世界大賽。

### 生涯後期
法克斯在職業生涯的最後兩年待在休士頓45口徑手槍隊(今休士頓太空人)。名人堂球星喬·摩根生涯初期待在太空人時，就曾將法克斯視為他的模板。法克斯也曾建議摩根在打擊時稍微夾一下後手臂，最後這個動作成為摩根的招牌動作。
法克斯的身材不算特別高大，生涯全壘打數也才35支。不過他的選球能力非常出色，生涯只被三振216次而已。平均每42.7個打數才會被三振一次為大聯盟史上第三低。1951年，法克斯單季敲出12支三壘安打，但是才被三振11次，由此可見他高超的選球技巧。總計他生涯打擊率為2成88，6次單季打擊率突破3成，2663支安打。他還曾經連續7年成為美聯的一壘安打王。

### 防守技巧
法克斯被認為是大聯盟史上最傑出的二壘手之一。他在生涯曾與兩位傑出的游擊手Chico Carrasquel和路易斯·阿帕里西歐合作。法克斯也在1957年、1959年和1960年拿下金手套獎。1956年8月至1960年9月，法克斯連續出賽798場比賽，至今仍是二壘手的連續出賽紀錄。
1950年至1964年，法克斯的單季守備率都排在美聯前10名。他生涯參與的雙殺次數也排在美聯二壘手史上第二。

### 教練生涯
法克斯退休後在太空人(1965-1967年)與參議員/遊騎兵(1968-1972年)兩隊擔任教練。1968年球季結束後，總教練Jim Lemon被球隊解雇。法克斯原有機會擔任總教練一職，不過最後球隊讓泰德·威廉斯擔任新任總教練。

## 晚年
法克斯在退休後住在聖湯瑪斯鎮。1973年，法克斯罹患皮膚癌。1975年10月，法克斯移往巴爾的摩治療淋巴癌。1975年12月1日，法克斯去世，享年47歲。

## 紀念

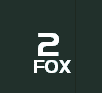
1976年，白襪隊將法克斯的2號球衣退休。

法克斯的前隊友Jim Lemon在得知法克斯罹癌後曾說過：「這個癌症一定是不治之症，因為如果不是的話，法克斯絕對能戰勝病魔並成功痊癒。」白襪隊的總教練Al López曾評論法克斯是一名雖然臂力不強但是非常努力的一名球員。
1976年5月1日，白襪隊宣布退休法克斯的2號球衣，法克斯也因而成為白襪隊史第二位被退休其背號的球員。
1985年，法克斯在他的最後一次名人堂票選拿下74.7%的得票率，只差0.3%就能入主古柏鎮。不過在1997年，名人堂資深委員會將法克斯提名至名人堂補選名單內。最後法克斯成為入選名人堂。
2001年，賓州的州立歷史紀念碑為了紀念法克斯，他們在2006年於白襪隊的主場美國生物球場(今保證率球場)內設置了法克斯和隊友路易斯·阿帕里西歐的雕像。雕像的動作則是法克斯傳球給阿帕里西歐，阿帕里西歐準備接球的動作。

### 生涯打擊數據
| 出賽場次 | 打席  | 打數 | 得分 | 安打 | 二安 | 三安 | 全壘打 | 打點 | 盜壘 | 保送 | 三振 | 打擊率 | 上壘率 | 長打率 | 觸身球 | 守備率 |
| -------- | ----- | ---- | ---- | ---- | ---- | ---- | ------ | ---- | ---- | ---- | ---- | ------ | ------ | ------ | ------ | ------ |
| 2367     | 10351 | 9232 | 1279 | 2663 | 355  | 112  | 35     | 790  | 76   | 719  | 216  | .288   | .348   | .363   | 142    | .984   |

## 外部連結
- 內利·法克斯在美國職棒官網（英语）
- 內利·法克斯在Baseball-Reference.com（大聯盟）（英语）
- 內利·法克斯在Baseball-Reference.com（小聯盟以及海外聯盟）（英语）
- 內利·法克斯在ESPN（MLB）（英语）
- 內利·法克斯在FanGraphs.com（英语）
- 內利·法克斯在Retrosheet（英语）
- 內利·法克斯在SABR（英语）
- 內利·法克斯在The Baseball Cube（英语）
- 內利·法克斯在Baseball Hall of Fame（英语）
- 內利·法克斯在台灣棒球維基館上的頁面（繁體中文）